# Gertraudengraben
Der Gertraudengraben ist ein gut eineinhalb Kilometer langer Bach auf der Gemarkung der Gemeinde Steinfeld am Rande des Naturparks Spessart im unterfränkischen Landkreis Main-Spessart, der aus südlicher Richtung kommend von links in den Zellergraben mündet.

## Verlauf
Der Bach entspringt auf einer Höhe von etwa 309 m ü. NN auf der Mainfränkischen Platte südwestlich von Steinfeld-Waldzell und westlich des bewaldeten Häselbergs (357 m ü. NN) in der Feldflur In den Erlen aus einer intermittierenden Quelle. Er fließt zunächst gut einhundertfünfzig Meter in Richtung Nordnordwesten und kehrt sich dann nach Nordwesten. Nun zieht er etwa dreihundertfünfzig Meter durch die Flur Pfaffenrothswiesen und tritt dann aus der offenen Flur in den Laubwald links über dem Maintal ein.
Während sein bisheriger Lauf stark begradigt wurde, mäandert der Bach nun durch die Waldflur Lange Hecke auf seinem weiteren Weg nahe an der Gertraudenkapelle vorbei. Bei dieser Kapelle, die nur hundert Meter entfernt in einer Lichtung auf dem linken Hang steht, wird er von einem Waldbächlein verstärkt, welches ganzjährig dem dortigen Gertraudenbrunnen entspringt. Danach fließt der Gertraudengraben nördlich durch die Waldflur Ruh und Triebschlag weiter und mündet schließlich etwa einen Kilometer westlich von Waldzell auf einer Höhe von etwa 249 m ü. NN in den ebenfalls aus Waldzell kommenden Zellergraben, direkt neben der nach Pflochsbach führenden Kreisstraße MSP 22, die hier auf ihrem Talsteigenabschnitt ins Maintal hinab in dessen Klinge läuft.